# Campeonato Carioca de Futebol de 2017 - Série B2
O Campeonato Carioca da Série B2 de 2017 foi a 37ª edição da terceira divisão do campeonato estadual de futebol profissional do Rio de Janeiro. A competição foi organizada pela Federação de Futebol do Estado do Rio de Janeiro (FERJ).

## Critérios de desempate
Para o desempate entre duas ou mais equipes segue-se a ordem definida abaixo:
1. Número de vitórias
2. Saldo de gols
3. Gols marcados
4. Número de cartões amarelos e vermelhos
5. Sorteio

## Participantes
| Equipe                                  | Cidade          | Em 2016       | Estádio                   | Capacidade | Títulos (Último) |
| --------------------------------------- | --------------- | ------------- | ------------------------- | ---------- | ---------------- |
| Angra dos Reis                          | Angra dos Reis  | 16º (Série B) | Jair Toscano              | 1 500      | 1 (1999)         |
| Araruama[ARA]                           | Araruama        | 9º            | Lourival Gomes            | 1 800      | 0 (não possui)   |
| Bela Vista                              | São Gonçalo     | 13º           | Mauá                      | -          | 0 (não possui)   |
| Ceres                                   | Rio de Janeiro  | 18º (Série B) | João Francisco            | 3 000      | 1 (1990)         |
| Duquecaxiense                           | Duque de Caxias | 11º           | Marrentão                 | 3 334      | 0 (não possui)   |
| Predefinição:Futebol Futuro Bem Próximo | Rio de Janeiro  | 12º           | Nivaldo Pereira           | 2 184      | 0 (não possui)   |
| Juventus                                | Rio de Janeiro  | 5º            | Raulino de Oliveira       | 18 230     | 0 (não possui)   |
| Maricá [MAR]                            | Maricá          | 10º           | Dr. Francisco de Oliveira | 500        | 0 (não possui)   |
| Mesquita                                | Mesquita        | 7º            | Louzadão                  | 6 000      | 1 (1981)         |
| Nova Cidade                             | Nilópolis       | 8º            | Joaquim Flores            | 500        | 0 (não possui)   |
| Rio São Paulo                           | Rio de Janeiro  | 6º            | Marrentão                 | 3 334      | 0 (não possui)   |
| Santa Cruz-RJ[SCZ]                      | Rio de Janeiro  | 17º (Série B) | Moça Bonita               | 9 024      | 0 (não possui)   |

Notas
- ARA: ^  O Araruama disputará a competição com uma parceria com a equipe do Arraial do Cabo.
- MAR: ^  O Maricá disputará a competição com uma parceria com a equipe do Rio de Janeiro.
- SCZ: ^  O Santa Cruz foi rebaixado como Belford Roxo, porém, em 2017, a parceria com o clube da Baixada chegou ao fim e a equipe retorna à Zona Oeste da capital.
- O São Gonçalo FC, que estaria no Grupo B da competição, desistiu de participar do campeonato após alegar dificuldades financeiras.[3]